# 8:30
8:30 is een live muziekalbum dat in 1979 werd uitgebracht door de jazzrock-formatie Weather Report. Het album bevat het bekendste nummer van de band, Birdland. De naam van het album dankt zich aan het feit dat de band tijdens optredens steevast om half 9 begon met spelen. Dit album was bovendien het album wat de band uitbracht op hun hoogtepunt. De laatste vier tracks (kant 2 van de tweede lp) zijn opgenomen in de studio.

## Nummers
Alle nummers zijn geschreven door Joe Zawinul, tenzij anders aangegeven.
1. Black Market – 9:47
2. Scarlet Woman - 8:24
3. Teen Town (Jaco Pastorius) – 6:04
4. A Remark You Made – 8:02
5. Slang (Jaco Pastorius) – 4:46
6. In a Silent Way – 2:53
7. Birdland – 6:58
8. Thanks for the Memory (Leo Robin/Ralph Rainger) – 3:34
9. Medley: Badia/Boogie Woogie Waltz – 9:29
10. 8:30 – 2:37
11. Brown Street (Zawinul/Wayne Shorter) – 8:35
12. The Orphan – 3:17
13. Sightseeing (Wayne Shorter) – 5:36

## Musici
- Peter Erskine – Drums
- Jaco Pastorius – Bas, drums op "8:30" en "Brown Street"
- Wayne Shorter – Saxofoon
- Erich Zawinul – Percussie op "Brown Street"
- Joe Zawinul – Bas, keyboards, productie, vocoder
- The West Los Angeles Christian Acadamy Children's Choir - Koorzang op "The Orphan"

Bandleden: Joe Zawinul · Wayne Shorter · Jaco Pastorius · Peter Erskine

Miroslav Vitouš · Eric Gravatt · Alphonse Mouzon · Airto Moreira · Alex Acuña · Manolo Badrena · Dom Um Romão · Alphonso Johnson · Victor Bailey · Omar Hakim · José Rossy
Discografie: Weather Report (1971) · I Sing the Body Electric · Live in Tokyo · Sweetnighter · Mysterious Traveller · Tale Spinnin' · Black Market · Heavy Weather · Mr. Gone · 8:30 · Night Passage · Weather Report (1982) · Procession · Domino Theory · Sportin' Life · This Is This